# Charles Des Guerrois
Jean-Baptiste Charles Des Guerrois, né à Troyes le 3 août 1817 et mort dans la même ville le 13 mars 1916, est un historien, poète et bibliothécaire français.

## Carrière
Né de l'union de Jean-Baptiste Desguerrois, notaire à Arcis-sur-Aube et Jeanne Georgette Regnaut, fille de notaire au 13 de la rue Zola, il fait ses études à Troyes au collège jusqu'en 1835.
Il fait à Paris des études de droit et devient secrétaire de Sainte-Beuve. Mais il ne tarde pas à revenir à Troyes. Il épouse Catherine Augustine Gouley le 1er mai 1852.
Président du comité d’inspection, de surveillance et d’achats de livres de la bibliothèque de Troyes, il réunit une collection précieuse qu’il léguera à la Bibliothèque municipale et qui compte 15 732 volumes. Il léguera aussi au Musée Sain-Loup ses tableaux et objets d’art dont une série de très belles gravures des XVIIIe et XIXe siècles et 50 000 francs à l’Hôtel-Dieu de Troyes pour y être employé dans l’Hôpital militaire pour y fournir quelques douceurs aux pauvres soldats au moment de leur sortie de l’hospice. 
Il décède à Troyes, le 13 mars 1916. 
La ville de Troyes a donné son nom à une rue le 14 octobre 1916.

## Source
Louis Morin, Charles Des Guerrois, 1817-1916, Grande Imprimerie de Troyes, 1916.